# 霍普金斯冰川

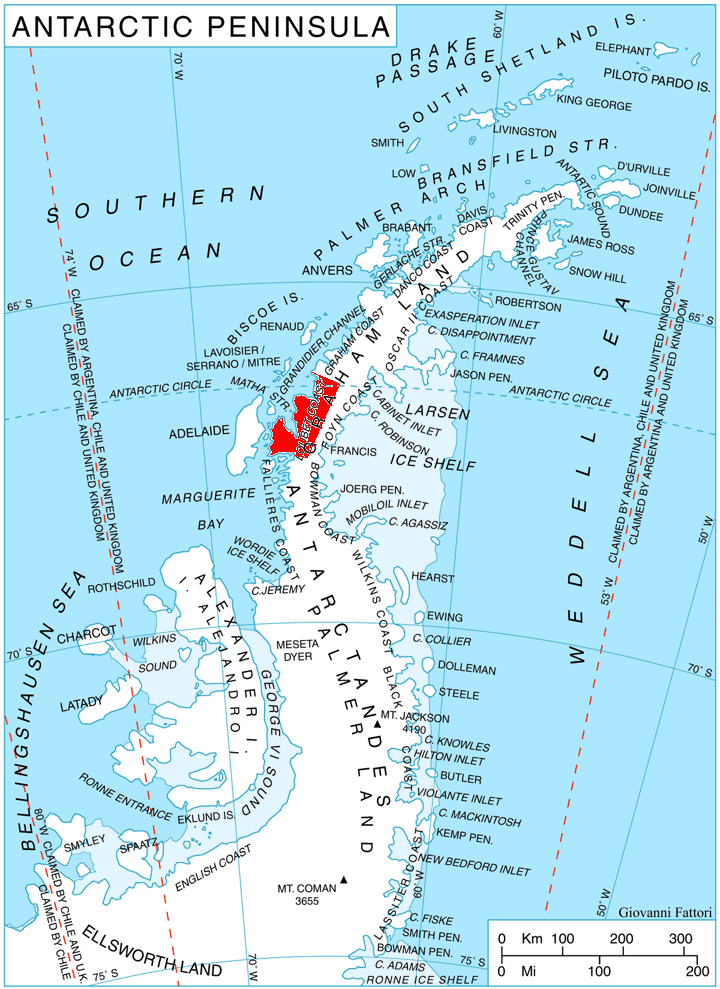

霍普金斯冰川（英語：Hopkins Glacier）是南極洲的冰川，位於葛拉漢地西岸，處於埃爾斯金冰川以南，最終注入達貝爾灣，該冰川以劍橋大學生物化學學院創辦人命名。
66°36′S 65°42′W / 66.600°S 65.700°W